# 12-Stunden-Rennen von Sebring 1960

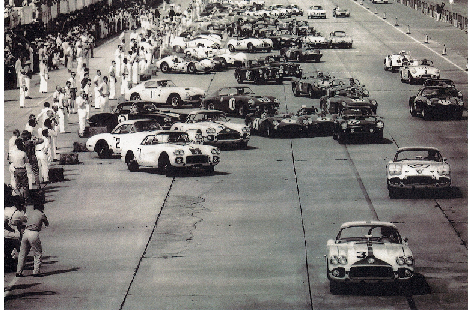
Rennstart

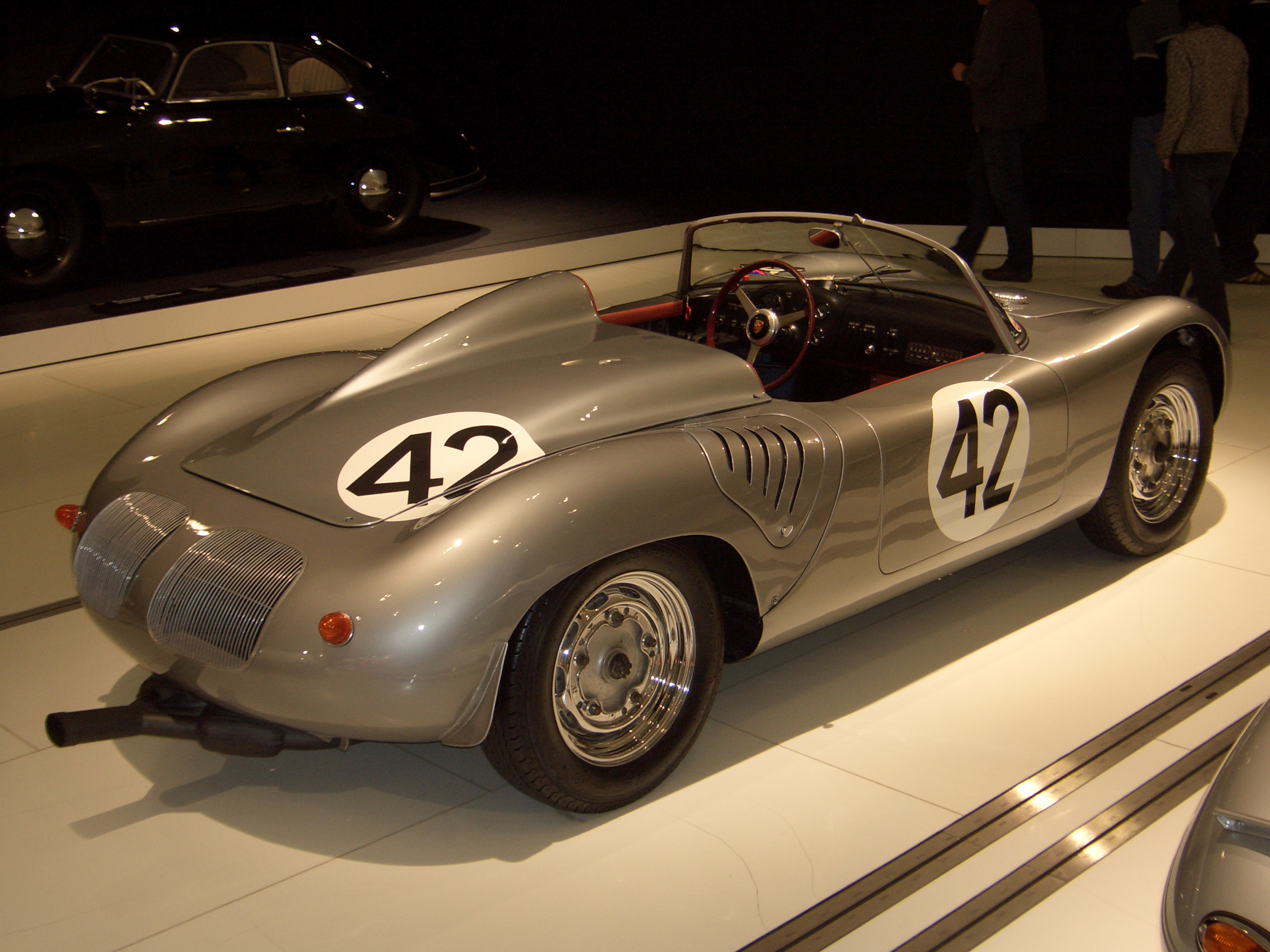
Porsche 718 RS 60; der Siegerwagen von Hans Herrmann und Olivier Gendebien

Das neunte  12-Stunden-Rennen von Sebring, auch Tenth Annual Sebring International Grand Prix of Endurance for the Amoco Trophy, Sebring, fand am 26. März 1960 auf dem Sebring International Raceway statt und war der zweite Wertungslauf der Sportwagen-Weltmeisterschaft dieses Jahres.

## Das Rennen
Nach den schlechten Wetterverhältnissen 1959 fand das Rennen 1960 auf trockener Strecke und bei strahlendem Sonnenschein statt. Allerdings gab es für den Veranstalter Alec Ulmann anderweitiges Ungemach. Der Hauptsponsor des Rennens war die American Oil Company. Der Vertrag umfasste nicht nur die Lieferung von Treib- und Schmierstoffen, sondern auch die Verpflichtung der teilnehmenden Teams, diese auch zu verwenden. Verständlicherweise waren einige Teamverantwortliche mit dieser Vorgabe nicht einverstanden, da sie mit anderen Lieferanten Verträge hatten. Bei Porsche und Ferrari verzichtete man aus diesem Grund nach einigem Streit auf eine werkseitige Rennteilnahme.
65 Fahrzeuge gingen ins Rennen. An der Spitze fuhr Stirling Moss im Camoradi-Racing-Maserati Tipo 61, als es in der fünften Runde zu einem fatalen Unfall kam. Jim Hughes verlor die Herrschaft über seinen Lotus Elite, der sich mehrmals überschlug und dabei einen Fotografen traf, der wie Hughes noch am Unfallort verstarb.
Nach dem Ausfall des Maserati ging der von Joakim Bonnier gemeldete Porsche 718 RS 60 mit Hans Herrmann und Olivier Gendebien am Steuer in Führung und gewann das Rennen mit einem Vorsprung von neuen Runden auf einen weiteren Porsche. Es war der erste Sieg für einen Rennwagen der Marke Porsche bei einem großen internationalen Sportwagenrennen.

## Ergebnisse

### Schlussklassement
| 1               | S 1.6  | 42 | Joakim Bonnier                   | Hans Herrmann Olivier Gendebien                                | Porsche 718 RS 60                    | 196 |
| 2               | S 1.6  | 44 | Brumos Porsche Car Corp.         | Bob Holbert Roy Schechter Howard Fowler                        | Porsche 718 RS 60                    | 187 |
| 3               | S 3.0  | 8  | Jack Nethercutt                  | Pete Lovely Jack Nethercutt                                    | Ferrari 250TR59/60                   | 186 |
| 4               | S 3.0  | 10 | North American Racing Team       | Ed Hugus Augie Pabst                                           | Ferrari 250 GT SWB                   | 185 |
| 5               | S 3.0  | 17 | RRR Motors                       | George Reed Alan Connell                                       | Ferrari 250 GT California            | 185 |
| 6               | S 3.0  | 12 | Bill Sturgis                     | Bill Sturgis Fritz d’Orey                                      | Ferrari 250 GT SWB                   | 183 |
| 7               | S 3.0  | 11 | North American Racing Team       | George Arents William Kimberly                                 | Ferrari 250 GT SWB                   | 183 |
| 8               | GT 3.0 | 16 | Scuderia Serenissima             | Carlo-Maria Abate Giorgio Scarlatti Fabrizio Serena di Lapigio | Ferrari 250 GT California            | 179 |
| 9               | GT 1.6 | 72 | Camoradi USA                     | Dick Dungan Joe Sheppard                                       | Porsche 356A Carrera                 | 177 |
| 10              | S 3.0  | 14 | Robert Publicker                 | Robert Publicker George Constantine Dean McCarthy              | Ferrari 250 GT California            | 174 |
| 11              | GT 1.6 | 80 | Carel Godin de Beaufort          | Jan Bootz Carel Godin de Beaufort                              | Porsche 356A Carrera                 | 172 |
| 12              | S 850  | 63 | Automobili Osca USA              | John Bentley John Gordon                                       | Osca S750                            | 170 |
| 13              | S 1.6  | 47 | Automobili Osca USA              | George Koehne Rees Makins                                      | Osca MT4 1500                        | 169 |
| 14              | GT 2.0 | 31 | S. H. Arnolt Inc.                | Max Goldman Ralph Durbin                                       | Arnolt Bolide                        | 169 |
| 15              | GT 3.0 | 20 | British Motor Corp.              | Gilbert Geitner Lew Spencer                                    | Austin-Healey 3000                   | 167 |
| 16              | GT 5.0 | 6  | RRR Motors                       | Bill Fritts Chuck Hall                                         | Chevrolet Corvette                   | 167 |
| 17              | S 1.15 | 58 | Charles Vögele                   | Charles Vögele Peter Ashdown                                   | Lola MK1                             | 167 |
| 18              | GT 1.3 | 54 | Fred Van Beuren                  | Fred Van Beuren Javier Velasquez Adolfo Velasquez              | Alfa Romeo Giulietta SV              | 166 |
| 19              | GT 1.3 | 50 | Louis Comito                     | Tom O’Brien Don Horn                                           | Alfa Romeo Giulietta SV              | 166 |
| 20              | GT 2.0 | 36 | A.C. Cars Ltd.                   | Bud Hulsey Harry Washburn                                      | AC Ace                               | 166 |
| 21              | GT 2.0 | 36 | A.C. Cars Ltd.                   | Bob Grossman Mike Rothschild                                   | AC Ace                               | 166 |
| 22              | GT 2.0 | 33 | S. H. Arnolt Inc.                | James Johnston Bud Seaverns William Bradley                    | Arnolt Bolide                        | 165 |
| 23              | S 850  | 65 | Luigi Chinetti Motors            | David Cunningham John Fulp                                     | Osca S750                            | 162 |
| 24              | GT 1.6 | 39 | British Motor Corp.              | Fred Hayes Ed Leavens                                          | MGA Twin Cam                         | 160 |
| 25              | GT 1.3 | 55 | Lotus Cars USA                   | Charles Evans Sam Weiss Jay Chamberlain                        | Lotus Elite                          | 158 |
| 26              | GT 5.0 | 3  | Camoradi USA                     | Fred Gamble Jim Jeffords Bill Wuesthoff                        | Chevrolet Corvette                   | 157 |
| 27              | GT 1.3 | 48 | Cameron Argetsinger              | William Milliken Cameron Argetsinger                           | Alfa Romeo Giulietta SV              | 156 |
| 28              | GT 2.0 | 77 | Tony O’Sullivan                  | Tony O’Sullivan Peter Procter                                  | AC Ace                               | 151 |
| 29              | GT 1.6 | 40 | British Motor Corp.              | Jack Flaherty Jim Parkinson                                    | MGA Twin Cam                         | 148 |
| 30              | GT 1.3 | 51 | Ross Durant                      | Louis Comito Ross Durant Bob Richardson                        | Alfa Romeo Giulietta SV              | 143 |
| 31              | GT 1.3 | 52 | Ray Martinez                     | Chuck Kessinger Stephen McClellan Ken Gardner                  | Alfa Romeo Giulietta SV              | 143 |
| 32              | GT 5.0 | 4  | Camoradi USA                     | Jim Jeffords Fred Gamble                                       | Chevrolet Corvette                   | 143 |
| 33              | GT 3.0 | 18 | British Motor Corp.              | Peter Riley Jack Sears                                         | Austin-Healey 3000                   | 141 |
| 34              | S 3.0  | 26 | Charlemagne Tower                | Duncan Black Charlemagne Tower                                 | Daimler SP250                        | 137 |
| 35              | GT 5.0 | 5  | Johnson Chevrolet Co.            | Delmo Johnson Dave Morgan                                      | Chevrolet Corvette                   | 134 |
| 36              | S 1.6  | 37 | Elva Distributors USA            | John Masterson Dean Patterson Norman Babcock                   | Elva Courier                         | 131 |
| 37              | S 1.15 | 60 | Ed Costley                       | Ed Costley Pete Harrison                                       | Elva Mk.VI                           | 131 |
| 38              | S 850  | 66 | Roosevelt Automobiles            | Ray Cuomo Paul Richards                                        | Fiat-Abarth 750S                     | 115 |
| 39              | GT 2.0 | 32 | S. H. Arnolt Inc.                | Tom Payne Robert Gary                                          | Arnolt Bolide                        | 99  |
| 40              | S 1.6  | 68 | Elva Distributors USA            | Charles Wallace William Horton Charlie Kolb                    | Elva Courier                         | 92  |
| 41              | S 1.0  | 61 | Donald Healey Ltd.               | John Sprintzel John Lumkin                                     | Austin-Healey Sebring Sprite         | 62  |
| Ausgefallen     |        |    |                                  |                                                                |                                      |     |
| 42              | S 3.0  | 24 | Dave Causey                      | Luke Stear Dave Causey                                         | Maserati Tipo 61                     | 169 |
| 43              | S 3.0  | 25 | Jaguar Distributors of New York  | Walt Hansgen Ed Crawford                                       | Maserati Tipo 61                     | 149 |
| 44              | S 3.0  | 23 | Camoradi USA                     | Stirling Moss Dan Gurney                                       | Maserati Tipo 61                     | 136 |
| 45              | S 1.6  | 46 | Anton von Döry                   | Pedro von Döry Roberto Mieres Anton von Döry                   | Porsche 718 RSK                      | 133 |
| 46              | S 2.0  | 28 | North American Racing Team       | Ricardo Rodríguez Pedro Rodríguez                              | Ferrari Dino 196S                    | 126 |
| 47              | S 3.0  | 7  | North American Racing Team       | Chuck Daigh Richie Ginther                                     | Ferrari 250TR59/60                   | 123 |
| 48              | S 1.6  | 43 | Joakim Bonnier                   | Graham Hill Joakim Bonnier                                     | Porsche 718 RS 60                    | 84  |
| 49              | GT 1.3 | 53 | Racing Associates of New England | Ralph Troiano Art Swanson George Waltman                       | Alfa Romeo Giulietta SV              | 70  |
| 50              | GT 2.0 | 35 | A.C. Cars Ltd.                   | Bob Mazzi Frank Schroeder                                      | AC Ace                               | 61  |
| 51              | GT 2.0 | 30 | Morgan Motors Ltd.               | Ike Williamson James Forno                                     | Morgan Plus 4                        | 60  |
| 52              | GT 1.3 | 57 | Lotus Cars USA                   | Frank Bott Phil Forno                                          | Lotus Elite                          | 57  |
| 53              | GT 1.3 | 19 | British Motor Corp.              | John Colgate Fred Spross                                       | Austin-Healey 3000                   | 54  |
| 54              | GT 5.0 | 2  | Jaguar Distributors of New York  | Dick Thompson Fred Windridge                                   | Chevrolet Corvette                   | 41  |
| 55              | S 850  | 64 | Camoradi USA                     | Denise McCluggage Pinkie Rollo                                 | Osca 187S                            | 34  |
| 56              | GT 1.6 | 41 | Quiver Enterprises               | John Cuevas Ulf Norinder                                       | Porsche 356A Carrera GS GT Speedster | 33  |
| 57              | GT 3.0 | 15 | Scuderia Serenissima             | Gianni Balzarini Carlo-Maria Abate                             | Ferrari 250 GT California            | 28  |
| 58              | GT 5.0 | 1  | Jaguar Distributors of New York  | Briggs Cunningham John Fitch                                   | Chevrolet Corvette                   | 27  |
| 59              | S 850  | 67 | Racemasters                      | Victor Lukens Fred Haynes                                      | Bandini                              | 27  |
| 60              | S 2.0  | 27 | Hap Sharp                        | Hap Sharp Jim Hall                                             | Cooper T49 Monaco                    | 26  |
| 61              | GT 1.3 | 27 | Jake Kaplan                      | Charlie Rainville Jake Kaplan                                  | Alfa Romeo Giulietta SV              | 16  |
| 62              | GT 1.3 | 56 | Lotus Cars USA                   | Jim Hughes Sam Weiss                                           | Lotus Elite                          | 5   |
| 63              | GT 1.6 | 38 | British Motor Corp.              | Colin Escott Ted Lund                                          | MGA Twin Cam                         | 3   |
| 64              | S 3.0  | 22 | Camoradi USA                     | Carroll Shelby Masten Gregory                                  | Maserati Tipo 61                     | 2   |
| 65              | S 1.6  | 45 | Carl Erickson Co.                | Ernie Erickson Don Sesslar                                     | Porsche 718 RSK                      | 1   |
| Nicht gestartet |        |    |                                  |                                                                |                                      |     |
| 66              | S 3.0  | 21 | Camoradi USA                     | Stirling Moss Dan Gurney                                       | Maserati Tipo 61                     | 1   |
| 67              | S 1.15 | 73 | Elva Distributors USA            | Bob Grimes Paul Hill                                           | Elva Mk.4                            | 2   |
| 68              | S 850  | 75 | John Miles                       | Otto Linton Francis Ginther                                    | Osca S750                            | 3   |
| 69              | GT 3.0 | 79 | London Motors Inc.               | Mel Siegel Harry Fry                                           | Austin-Healey 3000                   | 4   |
| 70              | GT 3.0 | 81 | Lewis Engineering Co.            | Laurence Gandolfi Nim York Paul O’Shea                         | Mercedes-Benz 300 SL                 | 5   |
| 71              | GT 3.0 | T  | British Motor Corp.              | Peter Riley Jack Sears John Colgate Fred Spross                | Austin-Healey 3000                   | 6   |
| 71              | GT 3.0 | T  | British Motor Corp.              |                                                                | MGA Twin Cam                         | 7   |

1 Motorschaden im Training
2 Reserve
3 Reserve
4 Reserve
5 keine Ersatzbremsen
6 Trainingswagen
7 Trainingswagen

### Nur in der Meldeliste
Hier finden sich Teams, Fahrer und Fahrzeuge, die ursprünglich für das Rennen gemeldet waren, aber aus den unterschiedlichsten Gründen daran nicht teilnahmen.
| Pos. | Klasse | Nr. | Team                  | Fahrer                                      | Chassis                   |
| ---- | ------ | --- | --------------------- | ------------------------------------------- | ------------------------- |
| 72   | S      |     | Logan Lewis           | Logan Lewis                                 | Maserati                  |
| 73   | GT 2.0 |     | European Motors       |                                             | Peerless GT               |
| 74   | GT 2.0 |     | European Motors       |                                             | Peerless GT               |
| 75   | S      |     | Roosevelt Auto Co.    |                                             | Roosevelt-Devin           |
| 76   | S 2.0  |     | A. C. Venezuela       | Silvano Turco                               | Maserati A6G              |
| 77   | GT 3.0 |     | Puerto Rico Racing    | Rafael Rosales Victor Merino                | Aston Martin DB4 GT       |
| 78   | S      |     | Auto Club Venezuela   | Mauricio Marcotulli Ettore Chimeri          | Ferrari                   |
| 79   | S      |     | Alfonso Gómez-Mena    | Alfonso Gómez-Mena                          | Ferrari                   |
| 80   | GT 5.0 |     | Aero Engineers        | James Addison                               | Chevrolet Corvette        |
| 81   | S 3.0  | 9   | Auto Club Venezuela   | Julio Pola Mauricio Marcotulli              | Ferrari 250TR59           |
| 82   | S 1.6  | 29  | Automobili Osca USA   | David Cunningham John Fulp                  | Osca 1500                 |
| 83   | S 850  | 62  | Racemasters           | Victor Lukens                               | Bandini                   |
| 84   | GT 3.0 | 70  | William Kimberly      | William Kimberly Augie Pabst Bill Wuesthoff | Ferrari 250 GT            |
| 85   | GT 3.0 | 71  | R.R.R. Enterprises    | Hap Sharp Ronnie Hissom George Reed         | Ferrari 250 GT Berlinetta |
| 86   | S 1.0  | 74  | Howard Hanna          | Howard Hanna Richard Toland                 | DB LM                     |
| 87   | S 850  | 76  | Luigi Chinetti Motors |                                             | Osca S750                 |
| 88   | S 1.6  | 78  | B. S. Cunningham      |                                             | Osca 1500                 |

### Klassensieger
| Klasse | Fahrer                  | Fahrer            | Fahrer                     | Fahrzeug                     | Platzierung im Gesamtklassement |
| ------ | ----------------------- | ----------------- | -------------------------- | ---------------------------- | ------------------------------- |
| S 3.0  | Pete Lovely             | Jack Nethercutt   |                            | Ferrari 250TR59/60           | Rang 3                          |
| S 2.0  | kein Teilnehmer im Ziel |                   |                            |                              |                                 |
| S 1.6  | Hans Herrmann           | Olivier Gendebien |                            | Porsche 718 RS 60            | Gesamtsieg                      |
| S 1.15 | Charles Vögele          | Peter Ashdown     |                            | Lola Mk1                     | Rang 17                         |
| S 1.0  | John Sprintzel          | John Lumkin       |                            | Austin-Healey Sebring Sprite | Rang 41                         |
| S 850  | John Bentley            | John Gordon       |                            | Osca S750                    | Rang 12                         |
| GT 5.0 | Bill Fritts             | Chuck Hall        |                            | Chevrolet Corvette           | Rang 16                         |
| GT 3.0 | Carlo-Maria Abate       | Giorgio Scarlatti | Fabrizio Serena di Lapigio | Ferrari 250 GT California    | Rang 8                          |
| GT 2.0 | Max Goldman             | Ralph Durbin      |                            | Arnolt Bolide                | Rang 14                         |
| GT 1.6 | Dick Dungan             | Joe Sheppard      |                            | Porsche 356A Carrera         | Rang 9                          |
| GT 1.3 | Fred Van Beuren         | Javier Velasquez  | Adolfo Velasquez           | Alfa Romeo Giulietta SV      | Rang 18                         |

### Renndaten
- Gemeldet: 88
- Gestartet: 65
- Gewertet: 41
- Rennklassen: 11
- Zuschauer: 50000
- Wetter am Renntag: warm und trocken
- Streckenlänge: 8,369 km
- Fahrzeit des Siegerteams: 12:00:03,030 Stunden
- Gesamtrunden des Siegerteams: 196
- Gesamtdistanz des Siegerteams: 1640,243 km
- Siegerschnitt: 136,677 km/h
- Pole Position: unbekannt
- Schnellste Rennrunde: George Arents – Ferrari 250 GT SWB (#11) – 3:04,200
- Rennserie: 2. Lauf zur Sportwagen-Weltmeisterschaft 1960
- Rennserie: 2. Lauf des FIA-GT-Cup 1960